# St. Georgen am Fillmannsbach
St. Georgen am Fillmannsbach, Sankt Georgen am Fillmannsbach – miejscowość i gmina w Austrii, w kraju związkowym Górna Austria, w powiecie Braunau am Inn. Liczy 390 mieszkańców.